# عبد الحميد ضحا
عبد الحميد ضحا (مواليد 5 مارس 1972) هو شاعر وكاتب مصري. يعمل مستشارًا أدبيًا لبعض الفضائيات وصفحات الأدب ببعض الجرائد والمجلات، وهو عضو رابطة الأدب الإسلامي العالمية ونقابة الصحفيين الإلكترونيين المصرية، والاتحاد العربي للصحافة الإلكترونية، ونقابة المهندسين المصرية، واتحاد المهندسين العرب، وعضو مجلس إدارة حركة الرقابة والإصلاح لحقوق الإنسان.

## مؤلفاته
- «عندما يطغى النساء» (رواية)، 2011[4]
- «ملحمة حر» (ديوان شعري)، 2011[5]
- «عصفوران بين الشرق والغرب» (رواية)، 2013[6]
- «كنوز تحت الأقدام» (رواية)، 2019[7][8]

## روابط خارجية
- مقالاته على موقع مجلة البيان
- مقالاته على موقع المعهد المصري للدراسات
- مقالاته على شبكة الألوكة
- أشعاره على بوابة الشعراء.